# Usine Fiat-Bursa
L’usine Fiat-Tofaş de Bursa est une usine de Fiat Group Automobiles située dans l'ouest de la Turquie pour la production automobile qui a été mise en service en 1970.

## Histoire

### L’origine en 1970
Le constructeur italien Fiat a une longue histoire en Turquie. Sa première implantation remonte à 1966 où il crée une filiale pour la production locale de camions et autobus avec l'appui de Vehbi Koç, la société Otoyol, travaillant sous licence de Fiat V.I.. Comme dans quasiment tous les pays, les taxes et droits de douane sur les produits finis importés étaient très élevés à l'époque. La Turquie ne disposait d'ailleurs pas d'industrie automobile.
Le rêve du président Vehbi Koç, président du groupe du même nom, était de créer un complexe automobile en Turquie. Il réalisera ce rêve en 1968, avec l'aide de la famille Agnelli, patrons de Fiat S.p.A., en créant la "Turkish Automotive Factory Inc." - TOFAŞ.
La production débute le 12 février 1971 avec le modèle Fiat 124 rebaptisé Tofaş 124 Murat. Cette usine, entièrement nouvelle, conçue par Fiat Engineering sur le modèle des usines Fiat déjà bien connues dans le monde, fut implantée sur un terrain de 735 170 m2 dont 61 848 m2 d'ateliers couverts. Depuis, pour répondre à la demande croissante, la surface du terrain s'est accrue à 933.832 m² et les ateliers n'ont cessé de croître pour atteindre 352 477 m2. La capacité de production installée est aussi passée de 40 000 automobiles/an en 1971 à 250 000 en 2006 et a atteint 400 000 en 2015.
L’usine Fiat-Tofaş de Bursa est une usine de production complète d'automobiles et de petits véhicules utilitaires. Elle est située sur la commune de Bursa, en Anatolie, en Turquie. Sur 934 000 m2, elle occupe environ 7 252 salariés directs dont 5.711 ouvriers de fabrication. Elle se distingue par un niveau très élevé de qualité qui lui a valu le titre de "Gold Plant Level".
Le 26 juillet 2003, l'usine fêtait sa 2.000.000e voitures produite, en avril 2009, son 3.000.000e véhicule, en septembre 2012, le 4.000.000e et devrait fêter le 5.000.000e en fin d'année 2015.

## La production
La production de l'usine Fiat-Tofaş de Bursa est passée de 40.000 unités en 1971 à 250.000 en 2006 pour atteindre 400.000 en 2015.

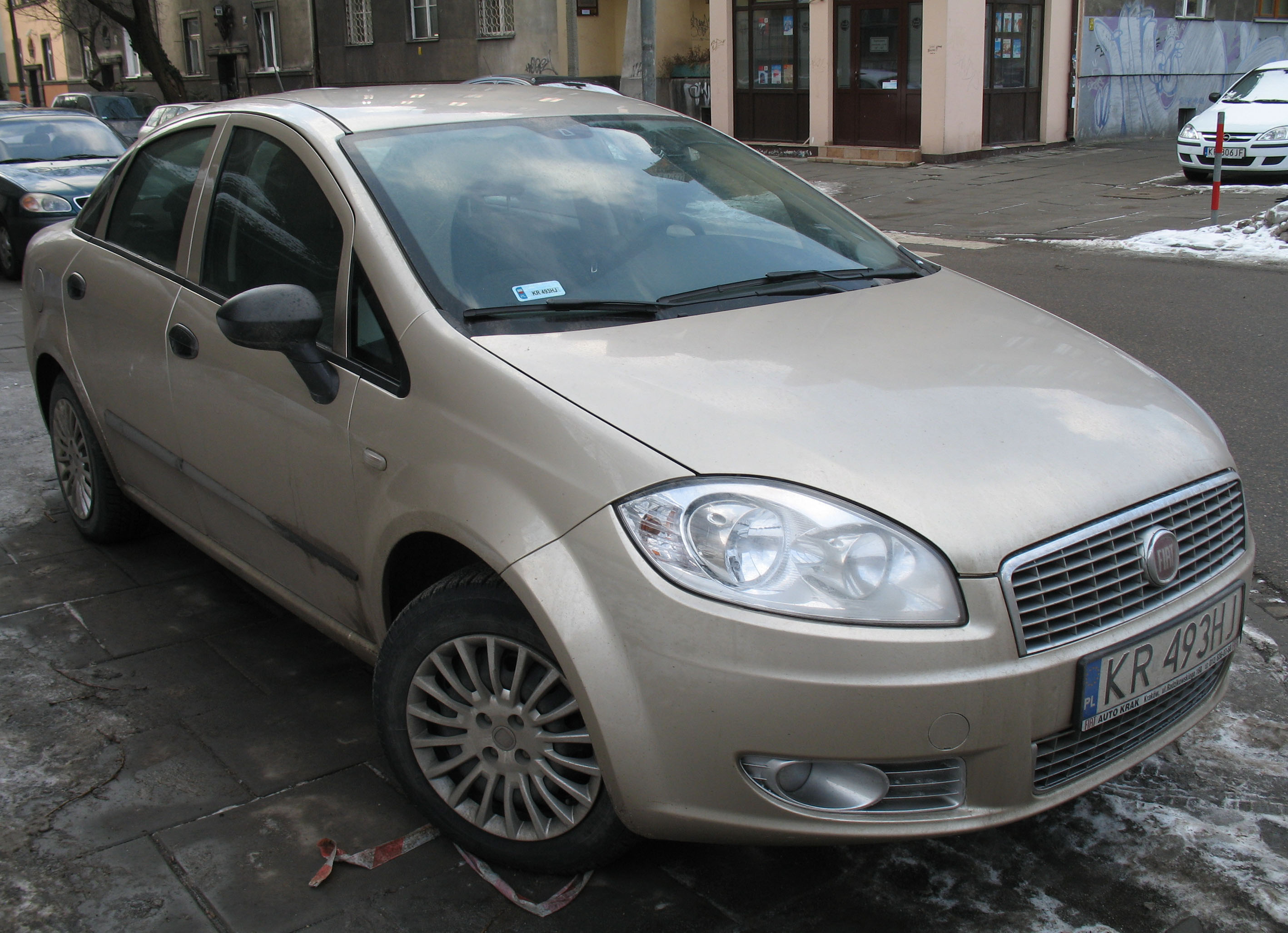
Fiat Linea Classic (2012)

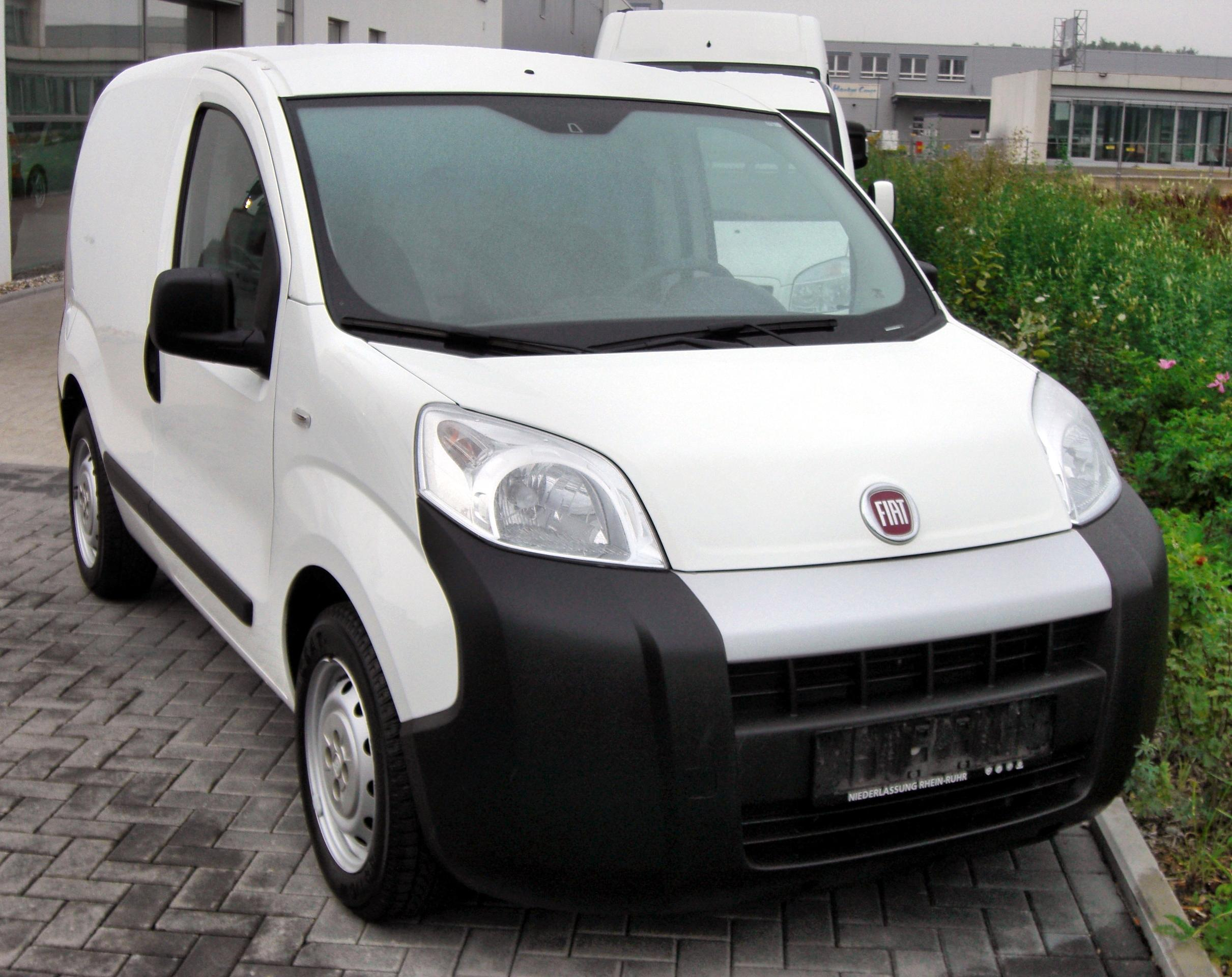
Fiat Fiorino Europe (2014)

La production actuelle repose sur 5 modèles :
- Fiat Doblò en 3 versions : Cargo, Panorama et Combi, le tout représente 572 combinaisons de carrosserie destinées pour alimenter les Fiat Doblò II, Opel Combo et Ram ProMaster City.
- Fiat Fiorino (Europe 2007) en 3 versions : Cargo, Panorama et Combi, soit 338 combinaisons de carrosserie destinées aux 3 marques Fiat, Peugeot et Citroën,
- Fiat Linea en 2 versions : classic (version originelle de 2007 et version restylée de 2012,
- Fiat Tipo (2016), nouvelle berline classique 3 volumes et 4 portes, rebaptisée Egea pour le marché turc. La fabrication en série a débuté le 28 septembre 2015.

## Productions

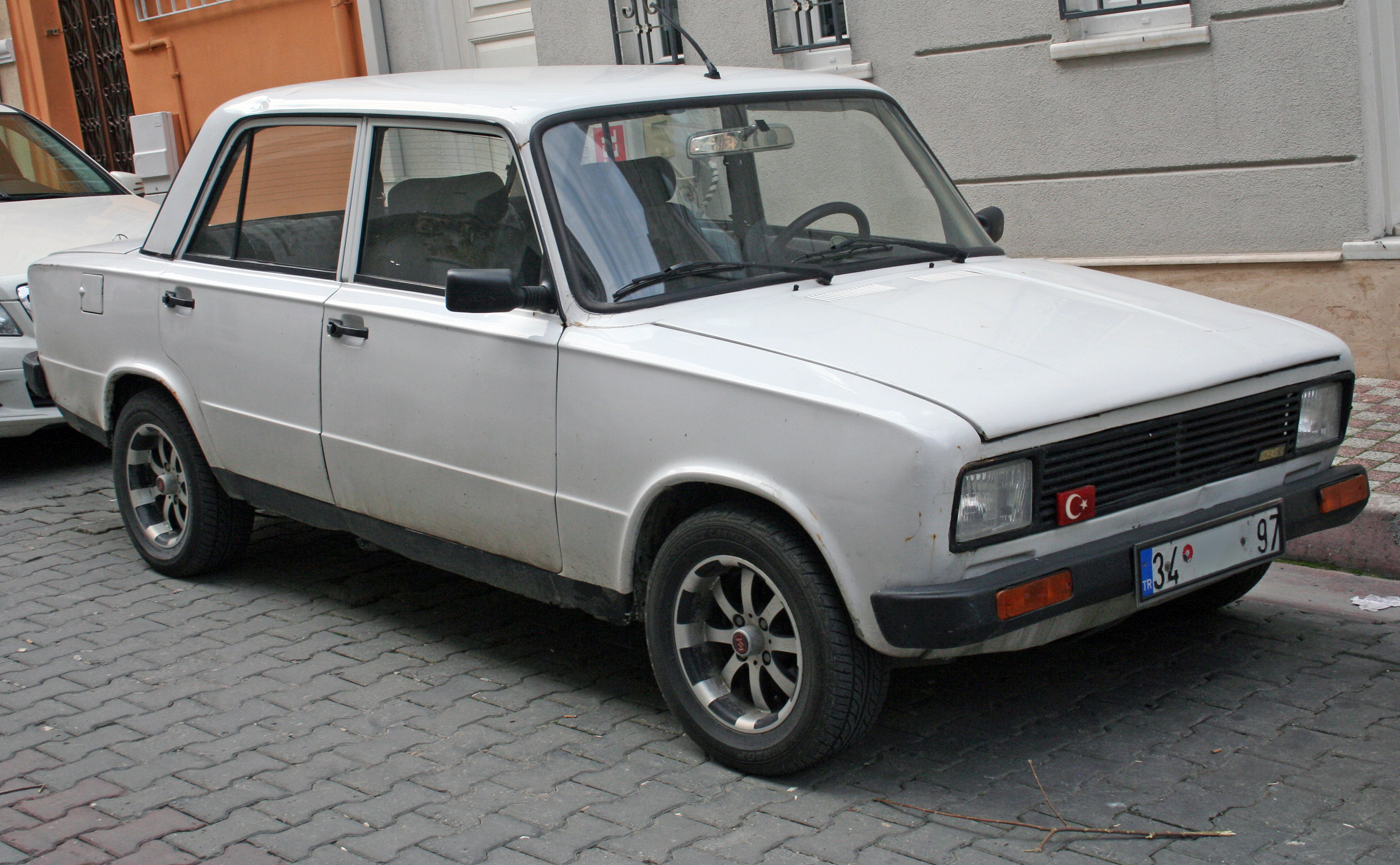
Tofas Serce (1983)

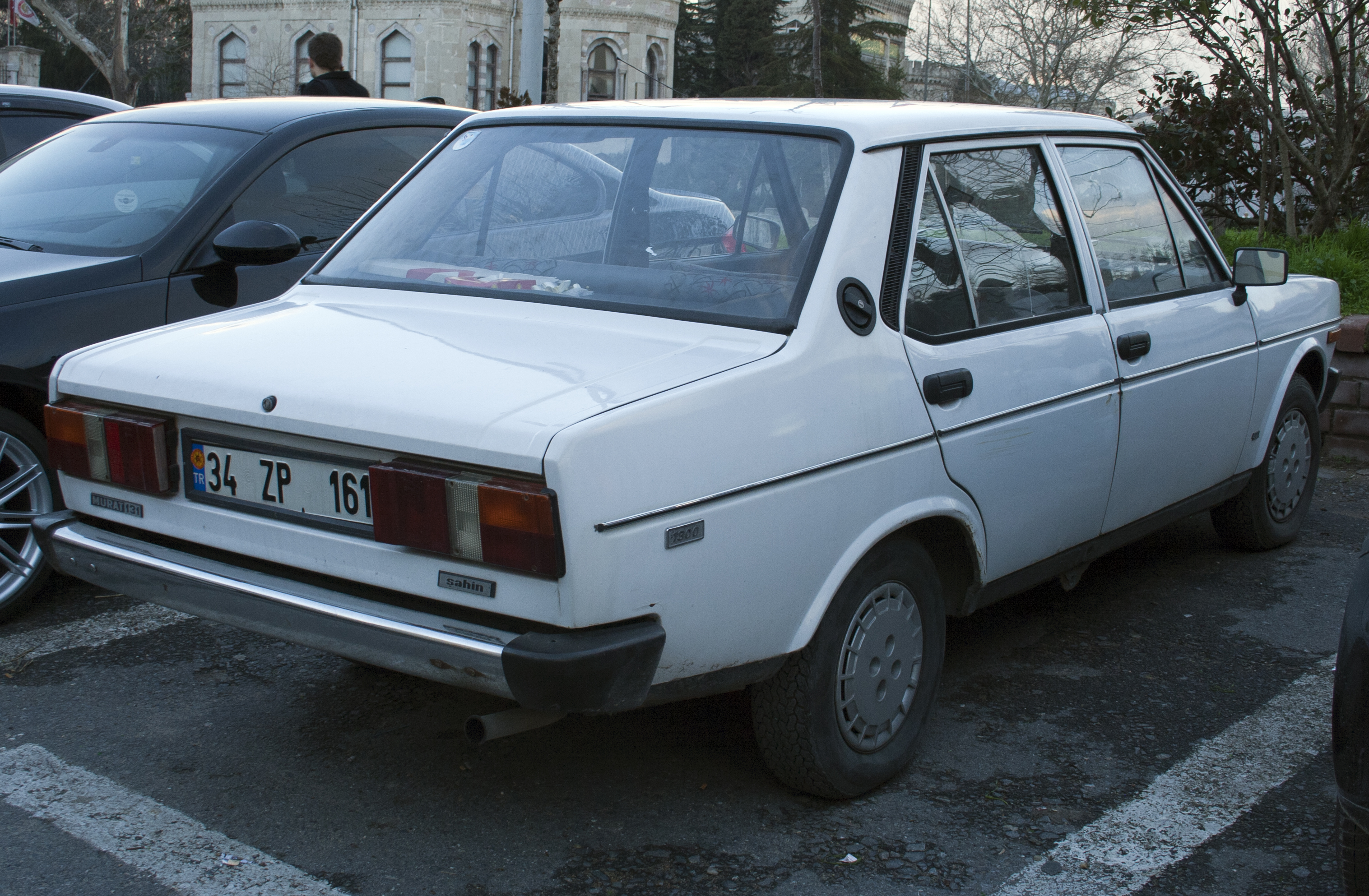
Tofas 131 Sahin (1985)

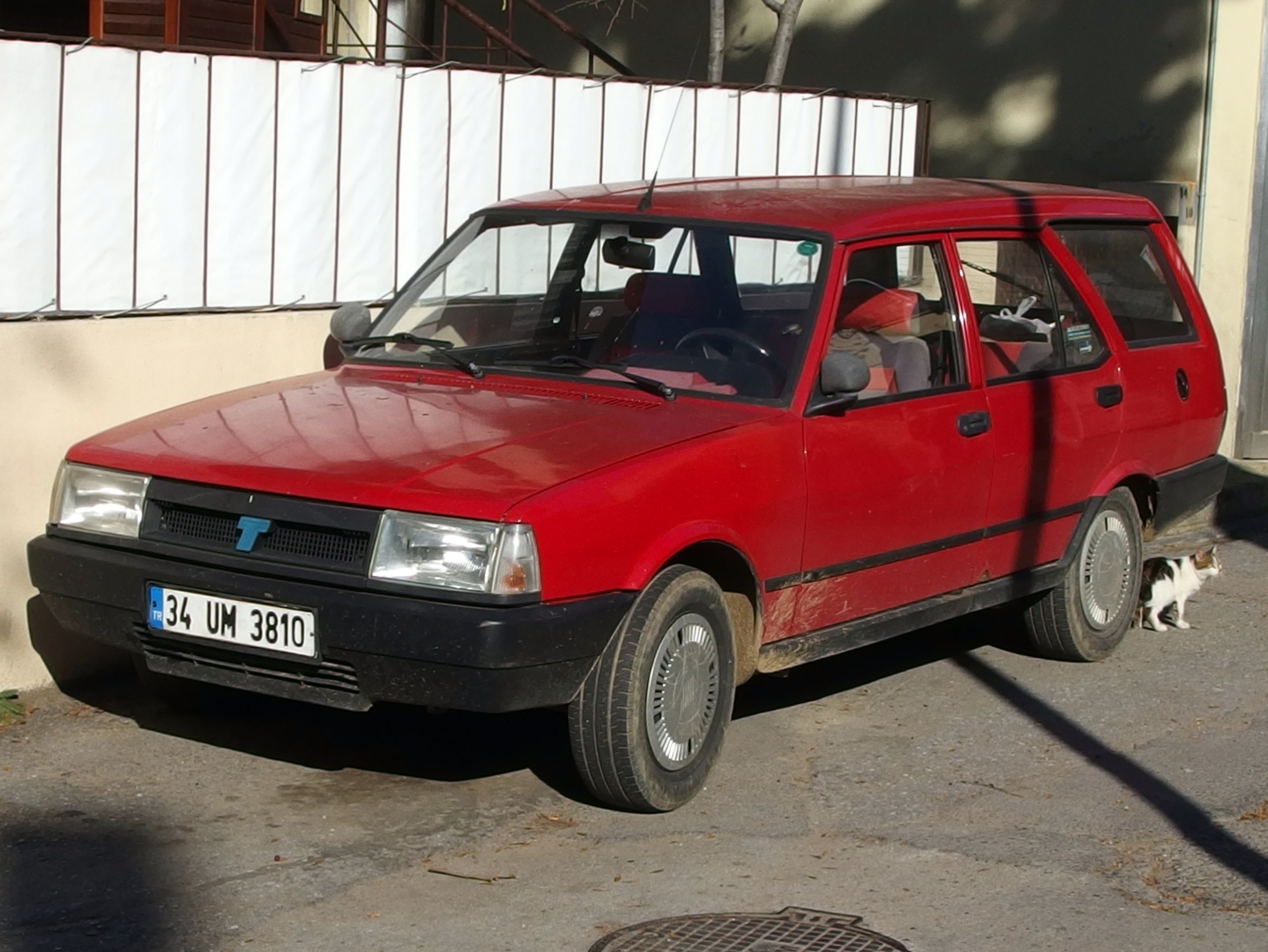
Tofas 131 Kartal (1985)

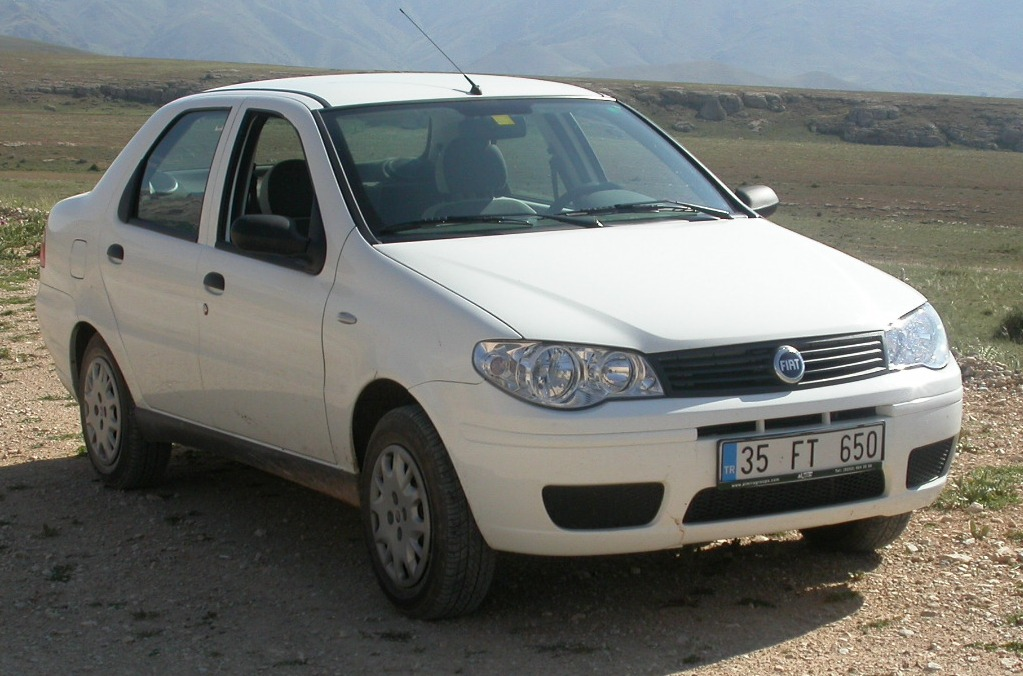
Fiat Albea (2010)

L’usine de Bursa a fabriqué et assemblé différents modèles depuis sa création :
- Tofaş 124 : 134.867 exemplaires de 1971 à 1976, puis de 1983 à 1994 sous le nom Tofaş Serce,
- Tofaş 131 : 131 Sahin (berline) et Kartal (break) : 1.257.651 ex de 1976 à 2008,
- Fiat Tipo (160) : 49.766 ex de 1988 à 1995,
- Fiat Tempra (159) : 129.590 ex en version berline et SW de 1990 à 1999,
- Fiat Uno (146) 3e série : 59.413 ex de 1994 à 2000,
- Fiat Palio (178) : 139.192 ex de 1998 à 2011,
- Fiat Albea (178) : 219.085 ex de 1998 à 2011,
- Fiat Marea (185) : 17.782 ex de 1999 au 31 juillet 2006,
- Fiat Doblò (223) : 1.099.116 ex de 2000 à 2011, (production en cours au Brésil),
- Fiat Linea (323) : >225.000 ex (au 31-12-2014) depuis le 22 juin 2007, en cours de production,
- Fiat Fiorino (Europe 2007) (225) : 50.151 ex (en cours de production (en 2015),
- Fiat Doblò II (263) : depuis 2010 - en cours de production,
- Fiat Tipo (2016) (356) : début de production septembre 2015.
- Fiat Ducato : 864 exemplaires de minibus ont été assemblés en CKD par Karsan en 2000 et 2001.

De très nombreuses Fiat-Tofaş 131 ont été exportées jusqu'en 2010 en CKD vers l'Égypte pour y être assemblés chez El Nasr. Des Fiat Albea et Doblò ont été exportés en Russie en 2007 et 2008 pour y être assemblés chez Severstal avec qui Fiat avait noué un accord de coopération.